# Miradouro da Fajã das Almas

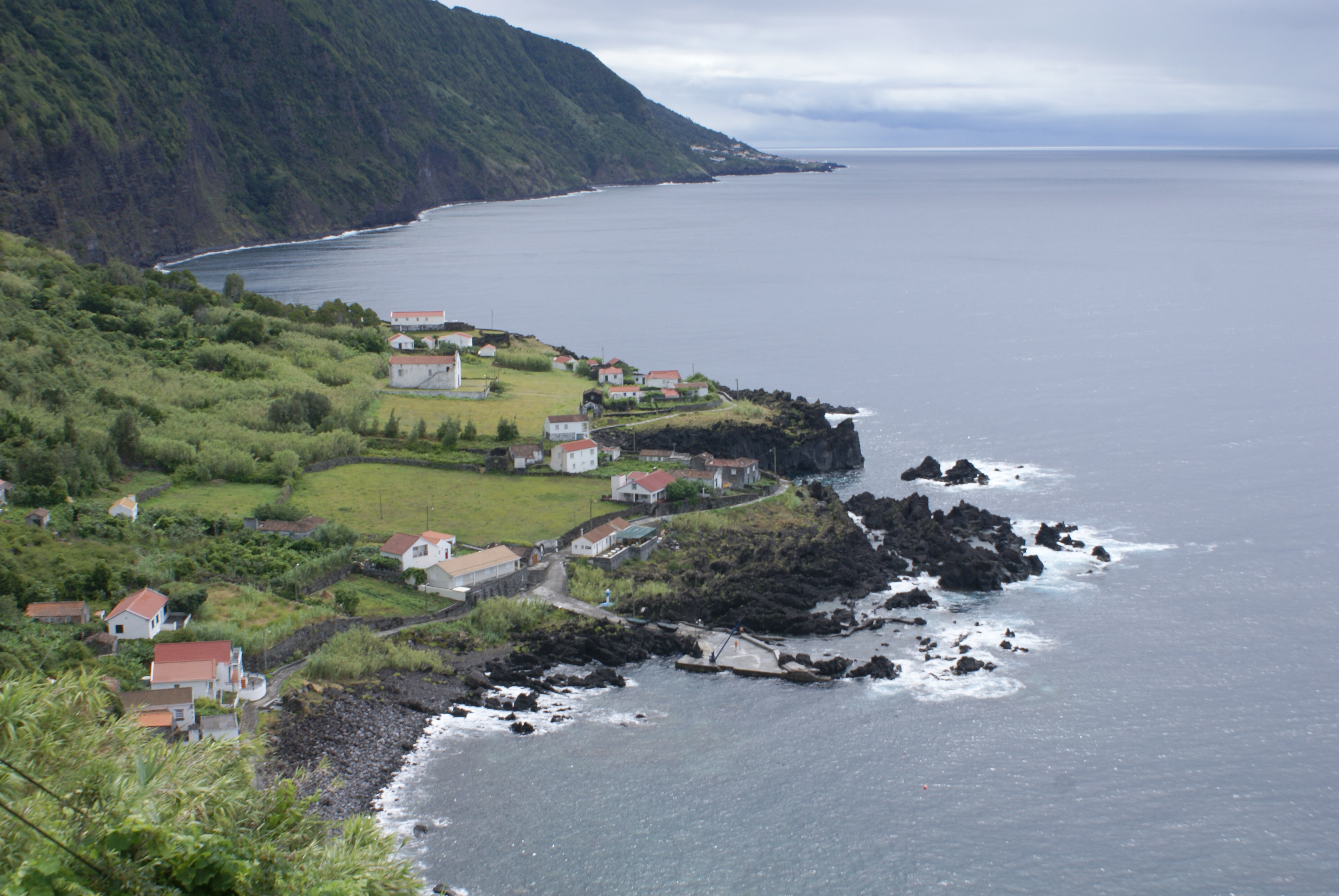
Fajã das Almas, Manadas, Vista do Miradouro da referida Fajã.

O Miradouro da Fajã das Almas é um miradouro português localizado no lugar das Almas, descida para a Fajã das Almas, na freguesia de Santa Bárbara, no concelho de Velas, ilha de São Jorge, arquipélago dos Açores.
Este miradouro oferece vistas sobre uma grande parte da costa da ilha de São Jorge, da Fajã das Almas em Particular e sobra a ilha do Pico e ilha do Faial em frente.